# Hocine Achiou
Hocine Achiou né le 27 avril 1979 à Alger (Algérie), est un footballeur international algérien. Il joue au poste de milieu offensif et compte 26 sélections en équipe nationale entre 2003 et 2009.
Après la fin de sa carrière, Achiou occupe plusieurs postes dont celui de sélectionneur de l'équipe d'Algérie des moins de 20 ans, celui de consultant pour la chaîne El Heddaf TV et, de septembre 2021 à avril 2022, celui de directeur sportif de l'USM Alger, club dont il a porté les couleurs en tant que joueur.

## Biographie
Hocine Achiou connut sa première sélection en équipe nationale A d'Algérie le 25 janvier 2003 face à l'Ouganda. Il décroche rapidement sa place au sein de la sélection algérienne avec qui il dispute la CAN 2004, au cours de laquelle il signe le plus beau but de la compétition. Débutant dans le petit club de l'ES Ben Aknoun, il signe en 1991 à l'USM Alger (D1 Algérienne) et y joue pendant 16 ans durant lesquels il remporte plusieurs titres. Après une expérience en Europe (une année au club Suisse de D1, le FC Aarau), il revient lors du mercato 2009/2010 a son ancien club: l'USM Alger. 
Durant la CAN 2004, Hocine Achiou inscrit un but face à l'Égypte en toute fin de rencontre, offrant la victoire à l'Algérie sur le score de 2 buts à 1. À la suite de ce but, des journalistes égyptiens donnent au joueur le surnom d'El Harami en français : « le voleur », estimant qu'Achiou avait privé leur équipe de la qualification en quarts de finale.

## Statistiques
| Saison                | Club                  | Championnat           | Championnat | Championnat | Coupe(s) nationale(s) | Coupe(s) nationale(s) | Compétition(s) continentale(s) | Compétition(s) continentale(s) | Compétition(s) continentale(s) | Autres compétitions | Autres compétitions | Autres compétitions | Algérie | Algérie | Total | Total |
| Saison                | Club                  | Division              | M.          | B.          | M.                    | B.                    | Comp.                          | M.                             | B.                             | Comp.               | M.                  | B.                  | M.      | B.      | M.    | B.    |
| 1999-2000             | USM Alger             | 1                     | 5           | 0           | -                     | -                     | C2                             | 1                              | 0                              | -                   | -                   | -                   | -       | -       | 6     | 0     |
| 2000-2001             | USM Alger             | 1                     | 17          | 1           | 5                     | 4                     | -                              | -                              | -                              | -                   | -                   | -                   | -       | -       | 22    | 5     |
| 2001-2002             | USM Alger             | 1                     | 20          | 2           | 2                     | 0                     | C2                             | 3                              | 1                              | -                   | -                   | -                   | -       | -       | 25    | 3     |
| 2002-2003             | USM Alger             | 1                     | 27          | 3           | 5                     | 0                     | C1                             | 11                             | 1                              | TPFF                | 4                   | 1                   | 1       | 0       | 48    | 5     |
| 2003-2004             | USM Alger             | 1                     | 26          | 7           | 4                     | 1                     | C1                             | 10                             | 0                              | -                   | -                   | -                   | 13      | 3       | 53    | 11    |
| 2004-2005             | USM Alger             | 1                     | 18          | 2           | 1                     | 0                     | C1+C3                          | 4+2                            | 1+1                            | -                   | -                   | -                   | 8       | 0       | 33    | 4     |
| 2005-2006             | USM Alger             | 1                     | 24          | 5           | 5                     | 1                     | C1                             | 2                              | 1                              | -                   | -                   | -                   | 3       | 0       | 34    | 7     |
| 2006-2007             | FC Aarau              | 1                     | 28          | 4           | 1                     | 1                     | -                              | -                              | -                              | PO                  | 2                   | 0                   | -       | -       | 31    | 5     |
| 2007-2008             | USM Alger             | 1                     | 23          | 5           | 2                     | 0                     | -                              | -                              | -                              | ACL                 | 8                   | 0                   | -       | -       | 33    | 5     |
| 2008-2009             | JS Kabylie            | 1                     | 18          | 3           | 1                     | 0                     | C1                             | 2                              | 0                              | -                   | -                   | -                   | -       | -       | 21    | 3     |
| 2009-2010             | USM Alger             | 1                     | 18          | 0           | 1                     | 1                     | -                              | -                              | -                              | -                   | -                   | -                   | 1       | 0       | 20    | 1     |
| 2010-2011             | USM Alger             | 1                     | 28          | 1           | 1                     | 0                     | -                              | -                              | -                              | -                   | -                   | -                   | -       | -       | 29    | 1     |
| 2011-2012             | ASO Chlef             | 1                     | 23          | 0           | 1                     | 0                     | C1                             | 3                              | 0                              | -                   | -                   | -                   | -       | -       | 27    | 0     |
| 2012-2013             | MC Oran               | 1                     | 10          | 2           | 2                     | 0                     | -                              | -                              | -                              | -                   | -                   | -                   | -       | -       | 12    | 2     |
| 2013-2014             | USM Bel Abbès         | 2                     | 29          | 12          | 2                     | 0                     | -                              | -                              | -                              | -                   | -                   | -                   | -       | -       | 31    | 12    |
| 2014-2015             | USM Bel Abbès         | 1                     | 24          | 4           | 0                     | 0                     | -                              | -                              | -                              | -                   | -                   | -                   | -       | -       | 24    | 4     |
| 2015-2016             | RC Arbaa              | 1                     | 11          | 0           | 1                     | 0                     | -                              | -                              | -                              | -                   | -                   | -                   | -       | -       | 12    | 0     |
| 2016-2017             | RC Arbaa              | 2                     | 6           | 2           | 0                     | 0                     | -                              | -                              | -                              | -                   | -                   | -                   | -       | -       | 6     | 2     |
| 2016-2017             | WA Boufarik           | 2                     | 3           | 1           | 0                     | 0                     | -                              | -                              | -                              | -                   | -                   | -                   | -       | -       | 3     | 1     |
| Total sur la carrière | Total sur la carrière | Total sur la carrière | 349         | 51          | 34                    | 8                     | -                              | 38                             | 5                              | -                   | 14                  | 1                   | 26      | 3       | 461   | 68    |

### Matchs internationaux
Le tableau suivant indique les rencontres de l'équipe d'Algérie dans lesquelles Hocine Achiou a été sélectionné depuis le 25 janvier 2003 jusqu'à 12 août 2009.

### Buts internationaux
| 0   | Date              | Lieu                                       | Compétition                 | Résultat        | Adversaire | Détail | Détail            | Détail | Sél. |
| --- | ----------------- | ------------------------------------------ | --------------------------- | --------------- | ---------- | ------ | ----------------- | ------ | ---- |
| 1er | 24 septembre 2003 | Stade du 5-Juillet-1962, Alger, Algérie    | Match amical                | N 2-2 4-3 t.a.b | Gabon      | 59e    | c.f du pied droit | 2-1    | 2e   |
| 2e  | 29 janvier 2004   | Stade olympique de Sousse, Sousse, Tunisie | Premier tour de la CAN 2004 | V 2-1           | Égypte     | 87e    | du pied gauche    | 2-1    | 8e   |
| 3e  | 3 février 2004    | Stade olympique de Sousse, Sousse, Tunisie | Premier tour de la CAN 2004 | P 1-2           | Zimbabwe   | 73e    | de la tête        | 1-2    | 9e   |

## Palmarès

### En club
| USM Alger - Coupe d'Algérie (5) - Vainqueur en 1997, 1999, 2001, 2003 et 2004 - Championnat d'Algérie (3) - Champion en 2002, 2003 et 2005 |  | USM Bel Abbès - Championnat d'Algérie D2 (1) - Champion en 2014 |

### Distinction personnelle
- Meilleur buteur du championnat d'Algérie D2 en 2014 (12 buts)